# Gairatganj
Gairatganj (o Ghairatganj) è una suddivisione dell'India, classificata come census town, di 8.095 abitanti, situata nel distretto di Raisen, nello stato federato del Madhya Pradesh. In base al numero di abitanti la città rientra nella classe V (da 5.000 a 9.999 persone).

## Geografia fisica
La città è situata a 23° 23' 60 N e 78° 13' 0 E e ha un'altitudine di 522 m s.l.m..

## Società

### Evoluzione demografica
Al censimento del 2001 la popolazione di Gairatganj assommava a 8.095 persone, delle quali 4.294 maschi e 3.801 femmine. I bambini di età inferiore o uguale ai sei anni assommavano a 1.342, dei quali 698 maschi e 644 femmine. Infine, coloro che erano in grado di saper almeno leggere e scrivere erano 5.719, dei quali 3.262 maschi e 2.457 femmine.